# (1470) Carla
(1470) Carla es un asteroide perteneciente al cinturón de asteroides descubierto el 17 de septiembre de 1938 por Alfred Bohrmann desde el observatorio de Heidelberg-Königstuhl, Alemania.

## Designación y nombre
Carla se designó al principio como 1938 SD.
Más adelante, fue nombrado en honor de Carla Ziegler, una amiga de la familia del descubridor.

## Características orbitales
Carla está situado a una distancia media de 3,158 ua del Sol, pudiendo acercarse hasta 2,941 ua. Tiene una inclinación orbital de 3,213° y una excentricidad de 0,06855. Emplea en completar una órbita alrededor del Sol 2050 días.